# 13380 Yamamohammed
13380 Yamamohammed eller 1998 WQ11 är en asteroid i huvudbältet som upptäcktes den 21 november 1998 av LINEAR i Socorro County, New Mexico. Den är uppkallad efter Yahya Maqsood Mohammed.
Asteroiden har en diameter på ungefär 4 kilometer.